# 宍戸美和公
宍戸 美和公（ししど みわこ、1965年6月13日 - ）は、北海道士別市出身の女優。身長165cm、血液型O型。東海大学卒業。大人計画所属。
趣味・特技はレタリング、コラージュ。

## 出演

### テレビドラマ

#### NHK
- ニコニコ日記（2003年） - 吉井ひろこ
- 連続テレビ小説 ファイト（2005年） - 笠井竹子
- ハイビジョン特集「少女たちの日記帳 ヒロシマ 昭和20年4月6日〜8月6日」（2009年）
- 咲くやこの花（2010年） - 玉
- 八日目の蝉（2010年3月30日 - 5月4日） - 徳田宏美
- 紙の月（2014年1月7日 - 2月4日） - 奥田美穂
- スリル!〜赤の章〜 第3話（2017年3月8日） - 橋田佳代子
- アイアングランマ（2018年） - 二階堂貞子
- 昭和元禄落語心中（2018年10月21日 - 12月23日） - イネ
- 立花登青春手控え 第3シリーズ 第3回（2018年11月23日） - およね
- 大全力失踪 第3回（2019年4月21日） - 大久保みどり
- 東京の雪男（2023年2月4日〈予定〉 - ） - 長谷川律子 役[1]

#### 日本テレビ
- リモート（2002年） - 海原美枝子
- 極限推理コロシアム（2004年） - 吉原晴美
- 華麗なるスパイ（2009年）
- 示談交渉人 ゴタ消し（2011年） - 洋子
- 火曜サスペンス劇場「弁護士・朝日岳之助23」（2005年） - 新谷直美
- 火曜ドラマゴールド「松本清張スペシャル・地方紙を買う女」（2007年） - 鈴木哲二
- 金曜ロードSHOW!特別ドラマ企画「さよならドビュッシー 〜ピアニスト探偵 岬洋介〜」（2016年） - 三上紀美
- もみ消して冬～わが家の問題なかったことに～（2018年） - 杉原潮音
- 同期のサクラ 第6話（2019年11月13日） - 米田望
- ボイスII 110緊急司令室 第3話・第4話・第6話・第7話（2021年7月24日・31日・8月28日・9月4日） - 宮崎久子 役

#### TBS
- 銀座まんまんなか!（2003年）
- 吾輩は主婦である（2006年） - 根本
- 流星の絆 第1話（2008年）
- 月曜ゴールデン『財務捜査官 雨宮瑠璃子5』（2009年） - 雨宮瑛子
- うぬぼれ刑事（2010年）
- 家族八景 Nanase,Telepathy Girl's Ballad（2012年） - 清水恒子
- 猫弁と透明人間（2013年） - 坂元美樹
- 空飛ぶ広報室（2013年） - 三上
- ごめんね青春!（2014年） - 浜口教頭[2]
- 神の舌を持つ男（2016年） - 仲居祐実
- 月曜名作劇場『温泉殺人事件シリーズ1』（2016年） - 沢田なる美
- 逃げるは恥だが役に立つ 第6話（2016年11月15日） - 仲居さん

#### フジテレビ
- 世にも奇妙な物語 ’00秋の特別編 『よう、鈴木!』（2000年） - 大目立順子
- 薔薇の十字架（2002年） - 森本
- 劇団演技者。（2006年）
- 小早川伸木の恋（2006年） - 伊橋琴子
- キッチン・ウォーズ（2006年）
- 安宅家の人々（2008年） - 遠藤志乃
- 誰も守れない（2009年）
- ヴォイス〜命なき者の声〜（2009年） - 花山幸子
- 魔女裁判（2009年） - 大沢陽子
- リーガル・ハイ（2012年） - 徳松清江
- 金曜プレステージ「魔術はささやく」（2011年） - 平田
- 鍵のかかった部屋SP（2014年）
- 星新一ミステリーSP『程度の問題』（2014年） - 婦人
- 女性作家ミステリーズ 美しき三つの嘘 第1話『ムーンストーン』（2016年）
- いつまでも白い羽根（2018年） - 波多野みどり
- SUITS/スーツ 第8話（2018年11月26日） - 佐藤鈴子
- アロハ・ソムリエ（2019年12月27日 - 30日） - 裕子
- 最高のオバハン 中島ハルコ 第2シリーズ 第7話（2022年11月19日） - 凛
- 全領域異常解決室 第8話（2024年11月27日、フジテレビ） - 遥香[3]

#### テレビ朝日
- 仮面ライダーアギト（2001年） - 鈴木さん（ケーキ教室の生徒） 役
- 警視庁捜査一課9係 Season1（2006年） - 大島伸江 役
- キミ犯人じゃないよね?（2008年） - 橋口アヤ 役
- ハガネの女（2010年 - 2011年） - 小森美千代 役
- 土曜ワイド劇場
  - 「刑事・野呂盆六5」（2010年） - 小森信世 役
  - 「家裁調査官・山ノ坊晃」（2016年 - ） - 武山小夜子 役
- 遺留捜査（2011年）
- 相棒 Season10（2012年） - 芝田喜子 役
- 松本清張没後20年特別企画 ドラマスペシャル 波の塔（2012年） - 家政婦・妙子 役
- 警部補 矢部謙三 第2作（2013年） - 綾小路真冬 役
- ドクターY〜外科医・加地秀樹〜（2016年） - 小島絵美 役
- 女囚セブン（2017年） - 百目鬼幸子 役
- 家政夫のミタゾノ　第2シリーズ 第5話（2018年） - 森品千恵子 役
- 嫉妬（2020年） - 峰村千春 役
- 刑事7人
  - Season6 第5話（2020年） - 清田澄子 役
  - Season8 第4話（2022年） - 朴美陽 役
- 科捜研の女 Season20 第2話（2020年） - 大竹千鶴 役
- 特捜9 season7 第3話（2024年4月17日） - 大田原信子 役[4]

#### テレビ東京
- ファンタズマ〜呪いの館〜（2004年）
- 玉川区役所 OF THE DEAD（2014年） - 栗山
- 誤差（2017年） - 磯川ふみ江（仲居頭） 役
- 癒されたい男（2019年） - 御局様子 役
- 執事 西園寺の名推理 第2シリーズ（2019年） - 菊間梢 役
- 浦安鉄筋家族（2020年） - 仁ママ 役[5]
- バイプレイヤーズ（2021年） - 宍戸美和公（本人） 役
- 孤独のグルメ Season10 第3話（2022年10月22日） - 矢沢友江 役[6]
- カプカプ 第3話（2024年12月12日〈予定〉） - 長田アツコ 役[7]

#### WOWOW
- TOKYO23 〜サバイバルシティ（2010年） - 島田

### 映画
- 黄昏流星群（2002年） - 高村
- 評議（2006年） - 西出光江
- クワイエットルームにようこそ（2007年）
- 明日やること ゴミ出し 愛想笑い 恋愛。（2010年8月1日） - 土谷佐美和
- 大奥（2010年） - 八重
- ぱいかじ南海作戦（2012年7月14日）
- 中学生円山（2013年5月18日）
- エイプリルフールズ（2015年4月1日） - ある妻
- オケ老人!（2016年11月11日）
- 108〜海馬五郎の復讐と冒険〜（2019年10月25日） - 堀切すみれ
- おとななじみ（2023年5月12日） - 荻窪美代子[8]
- 消えない灯り（2023年10月21日）[9]

### バラエティー番組
- 未来創造堂（2006年、日本テレビ）
- お伝と伝じろう（2013年 - 2014年、NHK Eテレ）
- 痛快TV スカッとジャパン（2015年 - 、フジテレビ） - ケチケチ母ちゃんシリーズ（再現ドラマ）

### テレビアニメ
- サザエさん（2016年7月24日、フジテレビ） - 眼鏡のおばさん[10]

### 舞台
- ゴーゴーボーイズ ゴーゴーヘブン（2016年7月7日 - 31日、Bunkamura シアターコクーン / 8月4日 - 13日、森ノ宮ピロティホール）
- オリエント急行殺人事件（2020年12月8日 - 27日、Bunkamura シアターコクーン）[11]
- ふくすけ 2024 -歌舞伎町黙示録-（2024年7月9日 - 8月26日、THEATER MILANO-Za 他）[12]
- 年下彼氏〜君のとなりで〜（2025年2月22日 - 4月6日、森ノ宮ピロティホール 他） - テッペイの妻 役[13]
- Wife is miracle〜世界で一番アツい嫁（2025年6月19日 - 29日、本多劇場）[14]
- クワイエットルームにようこそ The Musical」（2026年1月12日 - 2月23日〈予定〉、THEATER MILANO-Za 他）[15][16]

### プロモーション・ビデオ
- 「大人計画社歌」PV